# Allan Clarke (Fußballspieler)
Allan John Clarke (genannt Sniffer; * 31. Juli 1946 in Short Heath) ist ein ehemaliger englischer Fußballspieler. Jahrelang spielte er bei Leeds United, mit denen er in England, aber auch international für Furore sorgte.

## Spielerkarriere

### Im Verein
Clarke begann seine Karriere als Sechzehnjähriger beim FC Walsall. 1966 wechselte er zum FC Fulham, ehe Leicester City ihn 1968 verpflichtete. Höhepunkt war das Erreichen des FA-Cup-Finales 1969, das allerdings gegen Manchester City verloren wurde.
Kurze Zeit später wechselte Clarke für 165.000 Pfund zu Leeds United, seiner erfolgreichsten Station als Profi. Mit der Mannschaft wurden regelmäßig vordere Plätze belegt, mehrmals sogar die Vizemeisterschaft. Es dauerte allerdings bis 1974 ehe Clarke mit seinen Kollegen die Meisterschaft feiern konnte. Fünf Punkte Vorsprung auf Vizemeister FC Liverpool standen am Ende zu Buche.
1971 erreichte Clarke mit seiner Mannschaft das Finale des Messepokals gegen Juventus Turin, das durch die Auswärtstorregel zu Gunsten von Leeds entschieden wurde. Nachdem er im Hinspiel beim 2:2-Unentschieden noch nicht getroffen hatte, erzielte er im Rückspiel, das 1:1 endete, den 1:0-Führungstreffer.
Nachdem 1970 das Finale des FA Cups gegen den FC Chelsea überraschenderweise verloren wurde, erreichte Clarkes Mannschaft zwei Jahre später wiederum das Finale. Dieses Mal erzielte er den einzigen Treffer der Partie, in der FC Arsenal geschlagen wurde.

### Nationalmannschaft
1970 wurde er – ohne vorher ein Länderspiel bestritten zu haben – in den Kader Englands für die Weltmeisterschaft 1970 berufen. Sein Debüt gab er im Auftaktspiel gegen die Tschechoslowakei. Insgesamt bestritt er 19 Spiele für sein Land.

## Trainerkarriere
Nachdem Clarke sich 1978 einen Kreuzbandriss zuzog, wurde sein Vertrag bei Leeds United nicht verlängert. Er wechselte als Spielertrainer zum FC Barnsley, mit denen er 1979 in die Second Division aufstieg. Daraufhin warb ihn sein alter Arbeitgeber Leeds United im September 1980 ab. Allerdings blieb der Erfolg aus und 1982 musste der Klub absteigen. Clarke wurde daraufhin von seinem ehemaligen Mannschaftskollegen Eddie Gray beerbt.
1983/84 trainierte er Scunthorpe United, 1985 kehrte er zum FC Barnsley zurück. Nach anfänglichen Erfolgen wurde er im November 1989 entlassen, da sich der Verein am Tabellenende wiederfand. Im Frühjahr 1990 ging er zu Lincoln City, wo er nach sechs Monaten entlassen wurde.
Mitte der 1990er Jahre versuchte sich Clarke als Moderator einer Fußball-Show auf dem Privatsender ITV Digital. Heute lebt Clarke mit seiner Familie in der Nähe von Glasgow.

## Erfolge
- Messepokal: 1971
- Englischer Meister: 1974
- FA Cup: 1972